# James Lepowsky
James "Jim" Lepowsky (Nova Iorque, 5 de julho de 1944) é um matemático estadunidense, professor de matemática da Universidade Rutgers, Nova Jérsei. Lecionou previamente na Universidade Yale. Obteve um Ph.D no Instituto de Tecnologia de Massachusetts em 1970, orientado por Bertram Kostant e Sigurdur Helgason.
Em 1988, em um trabalho conjunto com Igor Frenkel e Arne Meurman, construiu a monster vertex algebra.
Foi palestrante convidado do Congresso Internacional de Matemáticos em Helsinque (1978). Em 2012 foi fellow da American Mathematical Society.